# Căpușu de Câmpie, Mureș
Căpușu de Câmpie (în maghiară Mezőkapus, în germană Feldtor, în trad. "Poarta Câmpiei") este un sat în comuna Iclănzel din județul Mureș, Transilvania, România.

## Istoric
Pe Harta Iosefină a Transilvaniei din 1769-1773 (Sectio 127), localitatea apare sub numele de „Kapus”.

## Demografie
În anul 1930 avea 1.308 locuitori, dintre care 1.030 români, 238 maghiari, 34 țigani, 6 evrei ș.a. Sub aspect confesional populația satului era alcătuită din 1.046 greco-catolici, 152 reformați, 92 romano-catolici, 9 ortodocși, 6 mozaici ș.a.